# 가위벌과
가위벌과(Megachilidae)는 꿀벌상과의 하위분류이다.
가위벌은 사과꽃을 수정시켜서 사과가 열리게 하는 농업에 이로운 벌이다. 가위벌이라는 이름은 잎을 오려서 애벌레의 집을 짓기 때문에 붙여진 이름이다. 실제로 장미가위벌은 장미의 잎을 오려서 애벌레의 집을 짓는 벌로, 애벌레는 어미가 모은 꿀을 먹고 자란다.